# Trélivan
Trélivan (bret. Trelivan) – miejscowość i gmina we Francji, w regionie Bretania, w departamencie Côtes-d’Armor.
Według danych na rok 1990 gminę zamieszkiwało 2289 osób, a gęstość zaludnienia wynosiła 206 osób/km² (wśród 1269 gmin Bretanii Trélivan plasuje się na 267. miejscu pod względem liczby ludności, natomiast pod względem powierzchni na miejscu 800.).